# Obradoiro Clube de Amigos do Baloncesto
O Obradoiro Clube de Amigos do Baloncesto também conhecido por Rio Natura Monbús Obradoiro por motivos de patrocinadores é um clube profissional de basquetebol situado na cidade de Santiago de Compostela, Galiza, Espanha que atualmente disputa a Liga Endesa.
A equipe galega manda suas partidas no Multiusos Fontes do Sar com capacidade para 6.050 para jogos de basquete, 5.060 para futsal e 9.000 para concertos.

## História
Fundado no ano de 1970 por 29 sócios, o CAB Obradoiro nasceu para dar um impulso no basquetebol de Santiago de Compostela, sendo que anteriormente o S. D. Compostela mantinha um time de basquetebol e o S.E.U (Sindicato Espanhol Universitário) eram os representantes do basquete da cidade.
Em 1973 ascendeu para a 2ª Divisão onde ficou por longos anos. Na temporada 1980-81 ingressaram na recém criada 1ª Divisão B e em 1982 foram promovidos para a Divisão de Honra, elite do basquetebol espanhol. Esta conquista ficou marcada na história do clube pois foi a primeira vez que uma equipe profissional de Santiago de Compostela chegou a elite de qualquer esporte.

## Uniforme
| Casa | Visitante |

## Temporada por Temporada
| Temporada | Nível               | Divisão             | Pos.                | Pós Temporada            | RS                  | PO                  | Copa del Rey        | Outras copas        | Outras copas        |
| --------- | ------------------- | ------------------- | ------------------- | ------------------------ | ------------------- | ------------------- | ------------------- | ------------------- | ------------------- |
| 1970–71   | 3                   | 3ª Divisão          | 3                   | –                        | 14–1–5              | –                   | –                   | –                   | –                   |
| 1971–72   | 3                   | 3ª Divisão          | 2                   | Playoffs de Promoção     | 21–1–4              | 1–4                 | –                   | –                   | –                   |
| 1972–73   | 3                   | 3ª Divisão          | 2                   | Promovido                | 21–3                | 6–1–4               | –                   | –                   | –                   |
| 1973–74   | 2                   | 2ª Divisão          | 8                   | –                        |                     |                     | –                   | –                   | –                   |
| 1974–75   | 2                   | 2ª Divisão          | 4                   | –                        | 18–10               | –                   | –                   | –                   | –                   |
| 1975–76   | 2                   | 2ª Divisão          | 4                   | –                        | 14–2–8              | –                   | –                   | –                   | –                   |
| 1976–77   | 2                   | 2ª Divisão          | 8                   | –                        | 13–15               | –                   | –                   | –                   | –                   |
| 1977–78   | 2                   | 2ª Divisão          | 14                  | Rebaixado                | 8–2–20              | –                   | –                   | –                   | –                   |
| 1978–79   | 3                   | 2ª Divisão          | 9                   | –                        | 8–2–12              | –                   | –                   | –                   | –                   |
| 1979–80   | 3                   | 2ª Divisão          | 2                   | Promovido                |                     | –                   | –                   | –                   | –                   |
| 1980–81   | 2                   | 1ª Divisão B        | 8                   | –                        | 12–1–13             | –                   | –                   | –                   | –                   |
| 1981–82   | 2                   | 1ª Divisão B        | 3                   | Promovido                | 18–8                | –                   | –                   | –                   | –                   |
| 1982–83   | 1                   | 1ª Divisão          | 14                  | Rebaixado                | 2–24                | –                   | Entre os 16         | –                   | –                   |
| 1983–84   | 2                   | 1ª Divisão B        | 12                  | Rebaixado                | 9–17                | –                   | –                   | –                   | –                   |
| 1984–85   | 3                   | 2ª Divisão          | 1                   | PromovidoCampeão         |                     |                     | –                   | –                   | –                   |
| 1985–86   | 2                   | 1ª Divisão B        | 7                   | –                        | 17–11               | –                   | –                   | –                   | –                   |
| 1986–87   | 2                   | 1ª Divisão B        | 6                   | –                        | 13–9                | 7–5                 | –                   | –                   | –                   |
| 1987–88   | 2                   | 1ª Divisão B        | 22                  | Rebaixado                | 17–23               | 1–3                 | –                   | –                   | –                   |
| 1988–89   | 2                   | 1ª Divisão B        | 13                  | playoffs de rebaixamento | 10–20               | 3–2                 | –                   | –                   | –                   |
| 1989–90   | 2                   | 1ª Divisão B        | 3                   | Semifinalista            | 19–11               | 2–4                 | –                   | –                   | –                   |
| 1990–91   | Divisões inferiores | Divisões inferiores | Divisões inferiores | Divisões inferiores      | Divisões inferiores | Divisões inferiores | Divisões inferiores | Divisões inferiores | Divisões inferiores |
| 1991–92   | 2                   | 1ª Divisão          | 15                  | Rebaixado                | 12–18               | 1–5                 | –                   | –                   | –                   |
| 1992–03   | Divisões inferiores | Divisões inferiores | Divisões inferiores | Divisões inferiores      | Divisões inferiores | Divisões inferiores | Divisões inferiores | Divisões inferiores | Divisões inferiores |
| 2003–04   | 6                   | 1ª Autonómica       | 2                   | Promovido                |                     |                     | –                   | –                   | –                   |
| 2004–05   | 5                   | 1ª Divisão          | 7                   |                          |                     |                     | –                   | –                   | –                   |
| 2005–06   | 5                   | 1ª División         | 12                  | –                        | 2–12                | 7–7                 | –                   | –                   | –                   |
| 2006–07   | 5                   | 1ª Divisão          | 3                   | Playoffs de promoção     | 9–5                 | 7–7                 | –                   | –                   | –                   |
| 2007–08   | 6                   | 1ª Divisão          | 3                   | playoffs de promoção     | 22–8                | 1–2                 | –                   | –                   | –                   |
| 2008–09   | 6                   | 1ª Divisão          | 2                   | Promovido                | 21–9                | 2–1                 | –                   | –                   | –                   |
| 2009–10   | 1                   | Liga ACB            | 17                  | Rebaixado                | 8–26                | –                   | –                   | –                   | –                   |
| 2010–11   | 2                   | LEB Ouro            | 2                   | Promovido                | 28–6                | 9–2                 | –                   | Copa Príncipe       | C                   |
| 2011–12   | 1                   | Liga ACB            | 13                  | –                        | 13–21               | –                   | –                   | –                   | –                   |
| 2012–13   | 1                   | Liga ACB            | 8                   | Quartas de finais        | 18–16               | 0–2                 | –                   | –                   | –                   |
| 2013–14   | 1                   | Liga ACB            | 12                  | –                        | 13–21               | –                   | –                   | –                   | –                   |
| 2014–15   | 1                   | Liga ACB            | 12                  | -                        | 15-19               | -                   | –                   | –                   | –                   |
| 2015–16   | 1                   | Liga ACB            | 15                  | -                        | 10-24               | -                   | Quartas de Final    | -                   | -                   |

## Ligações Externas
- Perfil do Obradoiro no Sítio ACB.com
- Sítio Oficial do Obradoiro

## Referência
1. ↑  obradoirocab.com. «Historia del Club "Pioneros" - 1970». Consultado em 15 de Fevereiro de 2015
2. ↑  obradoirocab.com. «História del Club "Historico primer ascenso 1982» (em espanhol). Consultado em 15 de Fevereiro de 2015